# Пиментель, Валентин
Валенти́н Энрике Пименте́ль Армуэльес (исп. Valentín Enrique Pimentel Armuelles; род. 30 мая 1991) — панамский футболист, полузащитник клуба «Эррера». Выступал за сборную Панамы.

## Клубная карьера
Родившись в городе Панама, Пиментель начал свою футбольную карьеру в молодёжном составе клуба «Чепо». С 2010 по 2012 играл за клуб «Виста-Алегре» из Второго дивизиона Панамы. В 2013 году перешёл в «САНТРАКС» из той же лиги. В 2014 году на правах аренды стал игроком «Пласа Амадор» из чемпионата Панамы. За этот клуб он провёл 31 игру в чемпионате и забил 7 мячей.
2 августа 2015 года было объявлено, что игрок перешёл в «Сан-Франсиско». Однако 4 августа
Панамская федерация футбола в связи с нарушениями при заключении контрактов с клубами начало расследование по делу игрока. Специальной комиссией было принято решение дисквалифицировать футболиста на срок от четырёх до шести месяцев. «Сан-Франсиско» отказался от игрока, а его контракт с «САНТРАКС» закончился 11 августа. Таким образом, игрок находился на правах свободного агента, причём на время возможной дисквалификации ему было запрещено подписывать контракт с новым клубом. Однако в конечном итоге Панамская федерация футбола приняла решение не наказывать игрока, а 17 сентября он подписал новый контракт с «Пласа Амадор».
В декабре 2015 года Пименталь подписал контракт с клубом чемпионата Колумбии «Ла Экидад».
В начале 2017 года Пименталь вернулся в «Пласа Амадор».

## Карьера в сборной
Он дебютировал за сборную Панамы 3 июня 2015 года в товарищеском матче против сборной Эквадора (1:1). После этого он был вызван в сборную на Золотой кубок КОНКАКАФ 2015. На самом турнире Пиментель отыграл пять из шести матчей, пропустив матч за третье место из-за дисквалификации. В четвертьфинале против Тринидада и Тобаго забил решающий пенальти в серии одиннадцатиметровых.
Пиментель принял участие в чемпионате мира 2018.
Пиментель был включён в состав сборной Панамы на Золотой кубок КОНКАКАФ 2019.

## Личная жизнь
Пиментель учился в Панамском университете, где получил диплом по специальности «управление судоходной компанией».